# Coupe de la Major League Soccer
La Coupe de la Major League Soccer, aussi appelée MLS Cup, est la finale de la Major League Soccer, championnat de première division aux États-Unis et au Canada. Elle a été créée en 1996 et se joue sous la forme d'une rencontre unique jouée sur un terrain défini avant le début de la saison ou en fonction des résultats en saison régulière.

## Histoire

### Le « Scudetto »
Au début de la saison 2006, la MLS a créé sa propre version du « scudetto » (en italien : « petit bouclier ») qui est un symbole porté sur le maillot de l'équipe qui a remporté le trophée la saison précédente.
Le « Scudetto » MLS était à l'origine un badge triangulaire comportant un drapeau américain derrière une réplique du trophée Alan Rothenberg (en). Il a été remanié lors de la saison 2008 après le changement de trophée de la compétition. Il s'agit dorénavant un ovale noir avec le trophée Philip Anschutz au milieu. C'est seulement après deux saisons que l'équipe ajoute une étoile (signifiant le nombre de titres gagnés par le club) au-dessus du logo de l'équipe.

## Trophée
Le vainqueur reçoit le trophée Philip Anschutz, du nom d'un des cofondateurs et principal actionnaire de la Major League Soccer,. Ce trophée remplace le trophée Alan Rothenberg (en), du nom du président fondateur de la MLS.
Le vainqueur de ce trophée, tout comme le vainqueur du MLS Supporters' Shield (ou second si une même franchise a gagné les deux compétitions) représente les États-Unis dans la Ligue des champions de la CONCACAF. Si une équipe canadienne occupe une ou plusieurs des places qualificatives, le représentant des États-Unis est alors l'équipe américaine la plus performante en saison régulière. Le représentant canadien étant le vainqueur du Championnat canadien, il est possible qu'une franchise canadienne réussissant le doublé en MLS ne dispute pas la Ligue des champions de la CONCACAF.

## Évolution du règlement
Une seule évolution remarquable a été notée depuis la création de la compétition en 1996. En effet en 2003 les organisateurs ont décidé d'abolir la règle du but en or qui était appliquée depuis la première édition. À la suite de cette décision, les équipes atteignant la fin du temps réglementaire à égalité devait jouer la totalité de la prolongation de 30 min et la séance de tirs au but éventuelle.

## Palmarès
| Saison       | Vainqueur               | Score                    | Finaliste                            | Stade (Spectateurs)                         | Lieu                      |
| ------------ | ----------------------- | ------------------------ | ------------------------------------ | ------------------------------------------- | ------------------------- |
| 1996 Détails | D.C. United             | 3 - 2 b.e.o.             | Galaxy de Los Angeles                | Foxboro Stadium (34 643)                    | Foxborough, Massachusetts |
| 1997 Détails | D.C. United             | 2 - 1                    | Rapids du Colorado                   | Robert F. Kennedy Memorial Stadium (57 431) | Washington D.C.           |
| 1998 Détails | Fire de Chicago         | 2 - 0                    | D.C. United                          | Rose Bowl (51 350)                          | Pasadena, Californie      |
| 1999 Détails | D.C. United             | 2 - 0                    | Galaxy de Los Angeles                | Foxboro Stadium (44 910)                    | Foxborough, Massachusetts |
| 2000 Détails | Wizards de Kansas City  | 1 - 0                    | Fire de Chicago                      | Robert F. Kennedy Memorial Stadium (39 159) | Washington D.C.           |
| 2001 Détails | Earthquakes de San José | 2 - 1 b.e.o.             | Galaxy de Los Angeles                | Columbus Crew Stadium (21 626)              | Columbus, Ohio            |
| 2002 Détails | Galaxy de Los Angeles   | 1 - 0 b.e.o.             | Revolution de la Nouvelle-Angleterre | Gillette Stadium (61 316)                   | Foxborough, Massachusetts |
| 2003 Détails | Earthquakes de San José | 4 - 2                    | Fire de Chicago                      | Home Depot Center (27 000)                  | Carson, Californie        |
| 2004 Détails | D.C. United             | 3 - 2                    | Wizards de Kansas City               | Home Depot Center (25 797)                  | Carson, Californie        |
| 2005 Détails | Galaxy de Los Angeles   | 1 - 0 a.p.               | Revolution de la Nouvelle-Angleterre | Pizza Hut Park (21 193)                     | Frisco, Texas             |
| 2006 Détails | Dynamo de Houston       | 1 - 1 a.p. (4 - 3 t.a.b) | Revolution de la Nouvelle-Angleterre | Pizza Hut Park (22 427)                     | Frisco, Texas             |
| 2007 Détails | Dynamo de Houston       | 2 - 1                    | Revolution de la Nouvelle-Angleterre | Robert F. Kennedy Memorial Stadium (39 859) | Washington D.C.           |
| 2008 Détails | Crew de Columbus        | 3 - 1                    | Red Bulls de New York                | Home Depot Center (27 000)                  | Carson, Californie        |
| 2009 Détails | Real Salt Lake          | 1 - 1 a.p. (5 - 4 t.a.b) | Galaxy de Los Angeles                | Qwest Field (46 011)                        | Seattle, Washington       |
| 2010 Détails | Rapids du Colorado      | 2 - 1 a.p.               | FC Dallas                            | BMO Field (21 700)                          | Toronto, Ontario          |
| 2011 Détails | Galaxy de Los Angeles   | 1 - 0                    | Dynamo de Houston                    | Home Depot Center (30 281)                  | Carson, Californie        |
| 2012 Détails | Galaxy de Los Angeles   | 3 - 1                    | Dynamo de Houston                    | Home Depot Center (30 510)                  | Carson, Californie        |
| 2013 Détails | Sporting Kansas City    | 1 - 1 a.p. (7 - 6 t.a.b) | Real Salt Lake                       | Sporting Park (21 650)                      | Kansas City, Kansas       |
| 2014 Détails | Galaxy de Los Angeles   | 1 - 0 a.p.               | Revolution de la Nouvelle-Angleterre | StubHub Center (27 000)                     | Carson, Californie        |
| 2015 Détails | Portland Timbers        | 2 - 1                    | Crew SC de Columbus                  | Mapfre Stadium (21 747)                     | Columbus, Ohio            |
| 2016 Détails | Sounders de Seattle     | 0 - 0 a.p. (5 - 4 t.a.b) | Toronto FC                           | BMO Field (36 045)                          | Toronto, Ontario          |
| 2017 Détails | Toronto FC              | 2 - 0                    | Sounders de Seattle                  | BMO Field (30 584)                          | Toronto, Ontario          |
| 2018 Détails | Atlanta United          | 2 - 0                    | Timbers de Portland                  | Mercedes-Benz Stadium (73 019)              | Atlanta, Géorgie          |
| 2019 Détails | Sounders de Seattle     | 3 - 1                    | Toronto FC                           | CenturyLink Field (69 274)                  | Seattle, Washington       |
| 2020 Détails | Crew de Columbus        | 3 - 0                    | Sounders de Seattle                  | Mapfre Stadium (1 500)                      | Columbus, Ohio            |
| 2021 Détails | New York City FC        | 1 - 1 a.p. (4 - 2 t.a.b) | Timbers de Portland                  | Providence Park (25 218)                    | Portland, Oregon          |
| 2022 Détails | Los Angeles FC          | 3 - 3 a.p. (3 - 0 t.a.b) | Union de Philadelphie                | Banc of California Stadium (22 384)         | Los Angeles, Californie   |
| 2023 Détails | Crew de Columbus        | 2 - 1                    | Los Angeles FC                       | Lower.com Field (20 802)                    | Columbus, Ohio            |
| 2024 Détails | Galaxy de Los Angeles   | 2 - 1                    | Red Bulls de New York                | Dignity Health Sports Park (26 812)         | Carson, Californie        |

## Statistiques

### Bilan par club
| Équipe                  | Victoire(s)                              |
| Galaxy de Los Angeles   | 6 (2002, 2005, 2011, 2012, 2014 et 2024) |
| D.C. United             | 4 (1996, 1997, 1999 et 2004)             |
| Crew de Columbus        | 3 (2008, 2020 et 2023)                   |
| Sounders FC de Seattle  | 2 (2016 et 2019)                         |
| Sporting Kansas City    | 2 (2000 et 2013)                         |
| Dynamo de Houston       | 2 (2006 et 2007)                         |
| Earthquakes de San José | 2 (2001 et 2003)                         |
| Los Angeles FC          | 1 (2022)                                 |
| New York City FC        | 1 (2021)                                 |
| Atlanta United          | 1 (2018)                                 |
| Toronto FC              | 1 (2017)                                 |
| Timbers de Portland     | 1 (2015)                                 |
| Rapids du Colorado      | 1 (2010)                                 |
| Real Salt Lake          | 1 (2009)                                 |
| Fire de Chicago         | 1 (1998)                                 |

### Bilan par conférence
| Conférence       | Victoires |
| Conférence Ouest | 18        |
| Conférence Est   | 10        |

## Trophée d'homme du match
| Saison | Vainqueur                  | Position  | Club                    |
| ------ | -------------------------- | --------- | ----------------------- |
| 1996   | Marco Etcheverry           | Milieu    | D.C. United             |
| 1997   | Jaime Moreno               | Attaquant | D.C. United             |
| 1998   | Piotr Nowak                | Milieu    | Fire de Chicago         |
| 1999   | Ben Olsen                  | Milieu    | D.C. United             |
| 2000   | Tony Meola                 | Gardien   | Wizards de Kansas City  |
| 2001   | Dwayne De Rosario          | Attaquant | Earthquakes de San José |
| 2002   | Carlos Ruiz                | Attaquant | Galaxy de Los Angeles   |
| 2003   | Landon Donovan             | Attaquant | Earthquakes de San José |
| 2004   | Alecko Eskandarian         | Attaquant | D.C. United             |
| 2005   | Guillermo Ramírez          | Milieu    | Galaxy de Los Angeles   |
| 2006   | Brian Ching                | Attaquant | Dynamo de Houston       |
| 2007   | Dwayne De Rosario          | Milieu    | Dynamo de Houston       |
| 2008   | Guillermo Barros Schelotto | Milieu    | Crew de Columbus        |
| 2009   | Nick Rimando               | Gardien   | Real Salt Lake          |
| 2010   | Conor Casey                | Attaquant | Rapids du Colorado      |
| 2011   | Landon Donovan             | Attaquant | Galaxy de Los Angeles   |
| 2012   | Omar Gonzalez              | Défenseur | Galaxy de Los Angeles   |
| 2013   | Aurélien Collin            | Défenseur | Sporting de Kansas City |
| 2014   | Robbie Keane               | Attaquant | Galaxy de Los Angeles   |
| 2015   | Diego Valeri               | Milieu    | Timbers de Portland     |
| 2016   | Stefan Frei                | Gardien   | Sounders de Seattle     |
| 2017   | Jozy Altidore              | Attaquant | Toronto FC              |
| 2018   | Josef Martínez             | Attaquant | Atlanta United          |
| 2019   | Víctor Rodríguez           | Milieu    | Sounders de Seattle     |
| 2020   | Lucas Zelarayán            | Milieu    | Crew de Columbus        |
| 2021   | Sean Johnson               | Gardien   | New York City FC        |
| 2022   | John McCarthy (en)         | Gardien   | Los Angeles FC          |
| 2023   | Cucho Hernández            | Attaquant | Crew de Columbus        |
| 2024   | Gastón Brugman             | Milieu    | Galaxy de Los Angeles   |